# (31769) 1999 JL117
1999 JL117 (asteroide 31769) é um asteroide da cintura principal. Possui uma excentricidade de 0.12682280 e uma inclinação de 11.65449º.
Este asteroide foi descoberto no dia 13 de maio de 1999 por LINEAR em Socorro.